# Emmy Burg
Emmy Burg, gebürtige Emma Biez, (* 22. Februar 1908 in Wiesbaden; † 7. November 1982 in West-Berlin) war eine deutsche Film- und Theaterschauspielerin.

## Leben und Werk
Schauspielunterricht erhielt sie im Geburtsort Wiesbaden, Engagements in Magdeburg, Mainz, Wiesbaden und Berlin. Ihr Debüt gab sie als Schillers Turandot, Prinzessin von China. In Berlin war sie sowohl am Renaissancetheater, als auch am Schillertheater und der Komödie am Kurfürstendamm aktiv.
Durch ihren Mann, Herbert Uhlich, kam sie früh zum Film. Zunächst wirkte sie an NS-Propagandafilmen wie Deutsche Siege in drei Erdteilen im Hintergrund, meist als Schnittmeisterin, mit. Nach dem Krieg wechselte sie vor die Kamera, wobei sie auch in antifaschistischen Filmen auftrat. Eine ihrer markantesten Rollen spielte sie 1951 als Magda neben Werner Peters in der Heinrich-Mann-Adaption Der Untertan. Insgesamt war sie an etwa 30 Produktionen beteiligt und unter anderem 1959 in Bezaubernde Arabella zu sehen. Bereits im mittleren Alter hatte Emmy Burg dabei eine Vorliebe für die Darstellung alter Frauen entwickelt. Zudem war sie als Synchronsprecherin aktiv.
Als ihr Mann beim Hessischen Rundfunk anfing, spielte sie noch in Berlin Theater. Im Jahr 1965 folgte sie ihm ins neue Metier und arbeitete fortan ausschließlich fürs Fernsehen, primär für den Hessischen Rundfunk (zu nennen wären Drameninszenierungen und eine Tatort-Folge) und den Sender Freies Berlin, aber auch für das ZDF.
Zuletzt erweiterte sie ihre Medienpräsenz durch ihr Mitwirken an zahlreichen Rundfunkbeiträgen in Berlin. In der Künstlerkolonie Berlin war sie heimisch geworden.

## Filmografie (Auswahl)
- 1948: Affaire Blum
- 1949: Der Biberpelz
- 1951: Der Untertan
- 1952: Heimweh nach Dir
- 1954: Mädchen mit Zukunft
- 1954: Der Mann meines Lebens
- 1954: Glückliche Reise
- 1954: Die Hexe
- 1955: Vor Gott und den Menschen
- 1956: Das Sonntagskind
- 1956: Anastasia, die letzte Zarentochter
- 1956: Das Donkosakenlied
- 1956: Ein Mädchen aus Flandern
- 1958: Gestehen Sie, Dr. Corda!
- 1958: Mylord weiß sich zu helfen (TV)
- 1959: Bezaubernde Arabella
- 1959: Das Totenschiff
- 1960: Willy, der Privatdetektiv
- 1971: Tatort: Frankfurter Gold